# 圣母进教之佑瞻礼

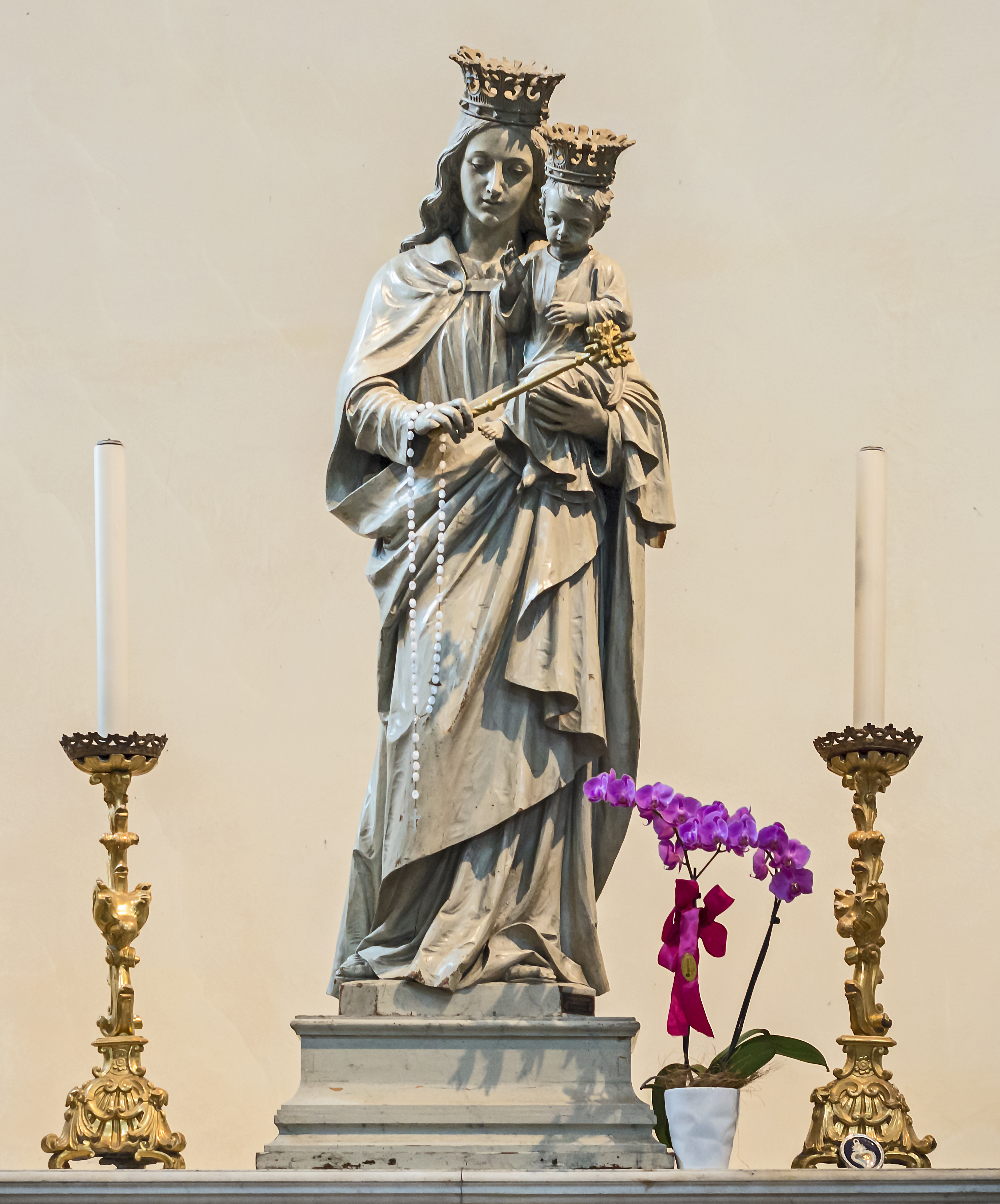
圣母进教之佑

圣母进教之佑瞻礼是一个天主教會对圣母玛利亚的瞻礼。345年，君士坦丁堡牧首金口若望第一个使用这个名称。教宗庇護五世时期，为对付奥斯曼帝国，开始流行于欧洲。该瞻礼的确立是由于19世纪下半叶聖若望·鮑思高，他在一些国家发展慈幼會事業。该瞻礼通常限于天主教會内，但自从1030年起，乌克兰正教会也纪念此庆日，当时该国得免于蛮族的侵略。

## 圣母进教之佑
“圣母进教之佑”（拉丁語：Sancta Maria Auxilium Christianorum）这个玛利亚的称号，源于中世纪基督教欧洲的防卫，其东侧和南侧是中东的穆斯林。1572年，奥斯曼帝国打算入侵基督教欧洲。教宗庇護五世呼吁全欧洲的基督教军队保卫欧洲大陆，并要求信徒祈祷圣母玛利亚保佑基督徒。土耳其人失败后，便归因于玛利亚的保佑。

## 瞻礼历史
圣母进教之佑瞻礼，是由教宗庇護七世确立。1808年6月5日，根据拿破仑一世的命令，庇護七世被捕，被囚禁在萨沃纳达3年之久，然后转往枫丹白露。1814年1月，莱比锡战役之后，他被带回萨沃纳，在萨沃纳的主保仁慈圣母（Our Lady of Mercy）的瞻礼日前夜（3月17日）获释。前往罗马的旅程是一个名副其实的胜利进军。教宗将经历诸多痛苦和困扰之后教会的胜利，归因于圣母，沿途拜访许多圣母朝圣地，为其雕像加冕。如在切塞纳为“山上圣母”（"Madonna del Monte"）加冕，在Treja为“怜悯圣母”（"Madonna della Misericordia"）加冕，在托伦蒂诺为"Madonna della Colonne" 和“风暴圣母”（"Madonna della Tempestà"）加冕。人们挤满了街道，争相一睹这位勇敢面对拿破仑威胁，久负盛名的教宗。他于1814年5月24日进入罗马，受到热烈欢迎。为了纪念他本人以及在他流亡期间教会所受的痛苦，1814年9月18日，他将圣母七苦瞻礼（9月第三个星期日）扩展到普世天主教会。当拿破仑离开厄尔巴岛，回到巴黎时，穆拉特从那不勒斯进军教皇国。1815年3月22日，庇护七世逃到萨沃纳，5月10日，在那里他为仁慈圣母像加冕。
维也纳会议和滑铁卢战役之后，1815年7月7日，他返回罗马。为感谢天主和圣母，他规定每年的5月24日，即他第一次返回罗马的周年日，为圣母进教之佑瞻礼日。